# Georg Weber (Komponist, um 1538)
Georg Weber (* um 1538 in Weißenfels; † 1599 in Naumburg) war ein deutscher Kantor.

## Leben
Weber studierte ab 1554 an der Universität Leipzig. Zunächst wirkte er als Kantor in Weißenfels. Von 1564 bis 1568 versah er dieses Amt an der Naumburger Wenzelskirche. Danach kehrte er vermutlich als Privatmann nach Weißenfels zurück, wo er seit 1574 wieder Kantor war. Es ist wahrscheinlich, dass Heinrich Schütz hier durch Weber zwischen 1590 und 1595 erste musikalische Unterweisungen erhielt. Um 1595 übersiedelte Weber zum zweiten Mal nach Naumburg.
Sein gleichnamiger Sohn (1572–1626) wurde Pfarrer und komponierte wohl ebenfalls.

## Werke
- Teutsche Psalmen […] Davids, 2 Bände. Mühlhausen 1568 und 1569
- Geistliche Lieder und Psalmen […] Dr. Martinus Lutheri […] und anderer frommer Christen. Erfurt 1588
- Geistliche Deutzsche Lieder und Psalmen […] Jetzund aber alle mit 8 Stimmen uff 2 Chor zu singen. Erfurt 1596
- Allein zu dir Herr Jesu Christ, Motette
- Surge propera amica mea, Motette